# منتخب ليتوانيا لسباعيات الرغبي للسيدات
منتخب ليتوانيا لسباعيات الرغبي للسيدات هو ممثل ليتوانيا الرسمي في المنافسات الدولية في اتحاد الرغبي للسيدات
.